# Schwabenstein-Klasse
Die als Schwabenstein-Klasse bezeichnete Schiffsklasse ist eine Baureihe von drei Kombischiffen des Norddeutschen Lloyd (NDL). Sie wurden zusammen mit drei baugleichen Schiffen der HAPAG eingesetzt und knüpften an den vor dem Zweiten Weltkrieg unterhaltenen Ostasien-Passagierdienst der beiden Reedereien an.

## Geschichte

### Bau
Nach der weitgehenden Lockerung der Schiffbaubeschränkungen des Potsdamer Abkommens baute der Norddeutsche Lloyd ab 1950 seine Frachtschiffsflotte erneut auf. Beginnend mit der Rheinstein-Klasse wuchs die NDL-Flotte wieder kontinuierlich. Etwa drei Jahre später bestellte der Norddeutsche Lloyd drei schnelle kombinierte Fracht- und Passagierschiffe für den Dienst nach Fernost. Am 24. Januar 1954 konnte die Reederei das erste Schiff, die Schwabenstein, von der Werft übernehmen. Knapp ein Jahr später, am 3. Januar 1955, war das NDL-Trio komplett.

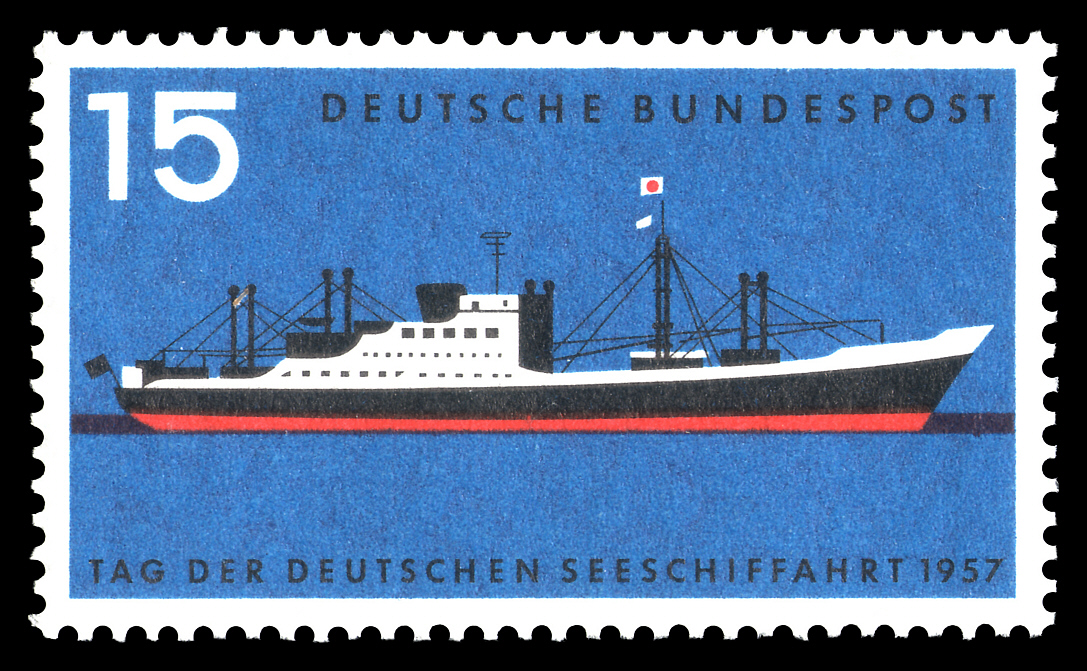
Sonderbriefmarke von 1957 mit einem stilisierten Schiff der Schwabenstein-Klasse

Für die Wiederaufnahme des ersten Passagierdienstes nach dem Krieg entschieden der Lloyd und die Hapag sich für den Bau von sechs baugleichen Kombischiffen die, obwohl als Frachtschiff konzipiert, auch Passagiere aufnehmen konnten. Die NDL-Kombischiffe Schwabenstein, Hessenstein und Bayernstein besaßen ebenso wie die drei Hapag-Schiffe Hamburg, Frankfurt und Hannover, Einrichtungen für bis zu 87 Passagiere der ersten Klasse und Besatzungen von bis zu 90 Mann. Alle sechs Schiffe entstanden auf der Vulkan Werft in Bremen-Vegesack.
Der Schiffsantrieb bestand aus zwei doppeltwirkenden 7-Zylinder-Dieselmotoren, die über ein Getriebe auf eine Schraube wirkten und den Schiffen zu einer Geschwindigkeit von 17 Knoten verhalfen. Die Motoren arbeiteten zweiseitig von oben und unten auf den Kolben, was regelmäßig zu Dichtungsproblemen der unteren Kammern zur Kolbenstange führte.

### Einsatz beim NDL
Alle drei Schiffe der Baureihe wurden auf der längsten Route des Lloyd, dem Ostasien-Dienst eingesetzt, parallel dazu kamen drei Schwesterschiffe der Reederei HAPAG in dem gemeinsam betriebenen Dienst zum Einsatz. Anfangs waren die drei Schiffe des NDL bei der Orlanda Reederei GmbH, Bremen eingetragen und wurden 1959 alle direkt in den NDL eingegliedert. Die Orlanda Reederei hatte der Lloyd wieder aufleben lassen, um in den Nachkriegsjahren einer Beschlagnahme aufgrund etwaiger Altschulden aus dem Weg zu gehen.

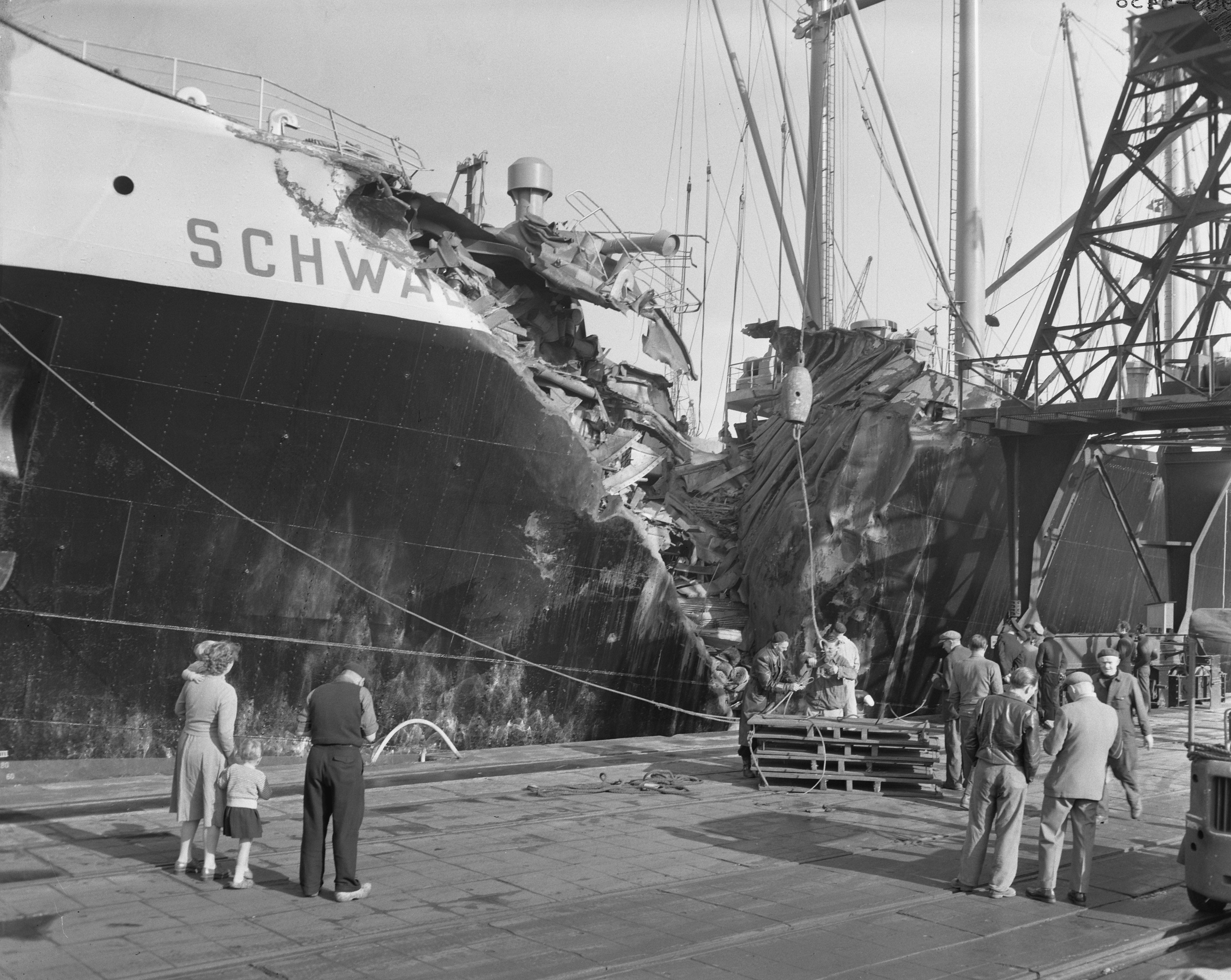
Kollisionsschaden an der Schwabenstein

Am 18. April 1957 kollidierte das Typschiff der Klasse, die Schwabenstein, einlaufend Rotterdam kurz außerhalb des Nieuwe Waterweg im dichten Nebel mit dem auslaufenden norwegischen Tanker Bjorgholm. Auf beiden Schiffen entstanden umfangreiche Schäden im Vorschiffsbereich. Im vorderen Laderaum der Schwabenstein entzündeten sich später im Rotterdamer Hafen durch eindringendes Wasser Chemikalien in der Ladung, die erst in den Morgenstunden gelöscht werden konnten.
Die Schiffe wurden vom Reisepublikum und den Verladern zwar bestens aufgenommen, erwiesen sich aber bald als unrentabel, da sich das Passagieraufkommen zunehmend dem Flugverkehr zuwandte und nicht zuletzt auch durch die aufwendige Antriebsanlage. Da die Erhöhung der Geschwindigkeit auf den langen Routen des Ostasiendienstes das einzige Mittel war, um die langen Liegezeiten der Schiffe in Asien aufzufangen, folgte der Lloyd dieser Entwicklung und ließ die Baureihe 1967 von den Schnellfrachtern der Friesenstein-Klasse ablösen. Diese verfügten nur noch über zwölf Passagierplätze.

### Spätere Karriere
Im Jahr 1967 veräußerte der NDL seine drei Schiffe an die Reederei Malaysia Overseas Lines. Diese hielt die Schiffe weitere elf bis zwölf Jahre als Oriental Ruler, Oriental Musician und Oriental Lady in Fahrt, bevor sie 1978/79 verschrottet wurden.

## Die Schiffe
| Die Kombischiffe der Schwabenstein-Klasse | Die Kombischiffe der Schwabenstein-Klasse | Die Kombischiffe der Schwabenstein-Klasse | Die Kombischiffe der Schwabenstein-Klasse | Die Kombischiffe der Schwabenstein-Klasse | Die Kombischiffe der Schwabenstein-Klasse | Die Kombischiffe der Schwabenstein-Klasse                       |
| Bauname                                   | Baunummer                                 | IMO-Nummer                                | Stapellauf                                | Ablieferung                               | Vermessung                                | Umbenennungen und Verbleib                                      |
| ----------------------------------------- | ----------------------------------------- | ----------------------------------------- | ----------------------------------------- | ----------------------------------------- | ----------------------------------------- | --------------------------------------------------------------- |
| Schwabenstein                             | 829                                       | 5315565                                   | 24. Oktober 1953                          | 24. Januar 1954                           | 8955 BRT                                  | 1967 Oriental Ruler, Abbruch ab 4. Februar 1979 in Kaohsiung    |
| Hessenstein                               | 833                                       | 5149942                                   | 22. März 1954                             | 17. Juni 1954                             | 8929 BRT                                  | 1967 Oriental Musician, Abbruch ab 17. Februar 1978 in Hongkong |
| Bayernstein                               | 839                                       | 5038416                                   | 12. Oktober 1953                          | 3. Januar 1955                            | 8999 BRT                                  | 1967 Oriental Lady, Abbruch ab 25. Januar 1979 in Kaohsiung     |